# Radrennbahn Breslau-Grüneiche

Die Radrennbahn Breslau-Grüneiche (1913)

Gruppe von Rennfahrern an der Bahn (1898), mit August Lehr (2.v.r.) und August Habich (3.v.r.)

Die Radrennbahn Breslau-Grüneiche war eine Radrennbahn, die von 1886 bis 1935 in Betrieb war.
1885 gründete sich in Breslau der Verein für Velocipedwettfahren. Mit Unterstützung der Stadt und eines Finanziers namens Pringsheim baute der Verein eine erste „chaussierte“ Bahn im damaligen Vorort Grüneiche (heute Dąbie), die zunächst kreisrund war, 333,3 Meter lang und keine Kurvenerhöhung hatte. Die Bahn hatte anfangs die offizielle Bezeichnung „Velociped Rennbahn Scheitnig-Grüneiche“ und wurde am 4. Juli 1886 eröffnet. 1888 musste sie wieder geschlossen werden, da der Verein seinen finanziellen Verpflichtungen nicht mehr nachkommen konnte. Ein Fonds wurde gegründet und Pringsheim die Bahn für 10.000 Mark abgekauft. 1891 wurde die Bahn mit einem Belag versehen, und die Kurven wurden erhöht, damit die deutschen Bahnmeisterschaften dort ausgetragen werden konnten, die an zwei Tagen von insgesamt rund 40.000 Zuschauern besucht wurden. Die Meisterschaften wurden auf Hochrad, Dreirad und Niederrad ausgetragen. Über die Jahrzehnte folgten weitere Ausbauten und Modernisierungen. Weitere deutsche Meisterschaften fanden 1908, 1913, 1919, 1925 und 1935 auf der Bahn in Breslau statt. In der Hochzeit des „Fliegerrennen“ holten die Veranstalter zahlreiche internationale Spitzenfahrer zum  „Großen Preis von Breslau“ im Bahnsprint auf die Bahn. Das Rennen fand zwischen 1895 und 1929 (mit Unterbrechungen in einigen Jahren) statt. Die Sieger waren:
- 1895 George A. Banker
- 1898 Broca
- 1899 Broca
- 1903 Guus Schilling
- 1904 Otto Meyer
- 1905 Willy Arend
- 1906 Willy Arend
- 1911 Cesare Moretti
- 1913 Cesare Moretti
- 1914 Willy Lorenz
- 1919 Willy Arend
- 1922 Ernst Kaufmann
- 1923 Walter Rütt
- 1924 Willy Lorenz
- 1926 Willie Spencer
- 1927 Fritz Knappe
- 1929 Fritz Knappe

In den folgenden Jahren wurden insbesondere Steherrennen mit internationaler Beteiligung auf der Bahn ausgetragen wie etwa um den Goldpokal von Breslau. 1911 fand auf der (erneut modernisierten) Bahn die Steher-Europameisterschaft für Berufsfahrer statt, die der US-Amerikaner (!) Robert Walthour gewann, vor dem Kölner Peter Günther und dem Breslauer Lokalmatador Richard Scheuermann. Zwischenzeitlich wurde der Innenraum für Spiele des Fußballvereins VfB Breslau genutzt. In den 1920er und 1930er Jahren fanden auch Motorradrennen auf der Bahn statt.
1927 verunglückte der Breslauer Steher Ernst Feja tödlich beim Training auf der Radrennbahn Zürich-Oerlikon. Sein Leichnam wurde per Bahn von Zürich nach Breslau überführt, wo er in der Radrennbahn Grüneiche aufgebahrt wurde und seine Vereinskameraden Totenwache hielten. Die Trauerfeier fand eine Woche nach seinem Tod im Innenraum der Bahn statt. Die acht Kilometer lange Strecke von der Radrennbahn zum Friedhof wurde am Tag der Beerdigung von über 100.000 Menschen gesäumt, die ihm die letzte Ehre erwiesen.
Am 18. April 1932 hielt Adolf Hitler in der Radrennbahn eine Wahlkampfrede aus Anlass der bevorstehenden Reichstagswahl im Juli 1932.
1934 beschloss die Stadt Breslau, die Radrennbahn abreißen zu lassen, um das benachbarte Ausstellungsgelände rund um die Jahrhunderthalle zu vergrößern. 1935 fanden dort letztmals deutsche Meisterschaften statt, und im Herbst desselben Jahres wurde mit dem Abbruch begonnen.
Die Radrennbahn befand sich östlich des Zoologischen Gartens von Breslau; heute gehören Teile des ehemaligen Geländes zum Zoo. In der nahegelegenen Jahrhunderthalle wurden in den 1920er und 1930er Jahren acht Sechstagerennen auf einer 180 Meter langen, mobilen Holzbahn ausgetragen.